# 秦如容
秦如容（16世紀—1640年），字介臣，號五梅，湖廣黃州府黃安縣人，明朝政治人物。

## 生平
秦如容個性孝順，十三歲喪母，二十八歲入庠，父親為他娶妻，他哭著說：「兒子陪伴父七年，不忍看見父親晚年孤獨。」逝世後，他拿出自己的館穀孝養祖母，不連累叔父。天啟七年（1627年）他中舉人，署任唐縣教諭，到崇禎七年（1634年）成進士，刑部觀政，十年獲授中書舍人。當時正值大旱，秦如容奉旨禁止屠宰，有胥吏私饌呈上肉類，他愕然並上奏此事，並按法懲治，中書官署也由此設置桁楊等刑具。
不久他遷任行人，捐俸在黃安建置會館，十年（1637年）奉命到松江主持鄉試，經過蘇州時看到一位馬姓寒士，即贈送五十金給對方；十二年（1639年）分校順天府鄉試，得士十八人，有著作《雪浪篇問》、《有山坊諸集》流傳，次年（1640年）去世，贈從七品散階徵仕郎。父親秦獻中以子貴追贈同等職務；兒子秦天寵、秦天麟扶棺回鄉，與妻子周孺人合葬，入祀鄉賢祠。

## 家族
曾祖秦启东，祖秦再道，父秦献忠。

## 引用
1. 1 2  道光《黃安縣志·卷八·人物志》：秦如容，字介臣，號五梅，性至孝，十三歲喪母，隨父讀書，年二十八庠，父為娶室，泣應曰：「兒伴父七年，不忍吾父暮年獨處。」及父卒，承父志，以館穀孝養祖母，不以累季父。天啟丁卯舉於鄉，署河南唐邑教諭，崇禎甲戌成進士，官中書，值大旱，奉旨禁屠宰；胥以私饌以進，公愕然具疏言，狀上即令公按治，中書桁楊之設所由此也。尋遷行人，念安邑赴公車與需，次京華者乏停驂，所倡首捐俸建置會館。丁丑銜命典試松江，過蘇有寒士馬姓者以貧寠訢，即贈以五十金；己卯分校北闈，得士十有八人，所著有《雪浪篇問》、《有山坊諸集》，庚辰卒，贈徵仕郎。父獻中以子貴贈如職；子天寵、天麟扶櫬歸，與周孺人合葬，崇祀鄉賢。
2. ↑  《崇祯七年甲戌科进士履历便览》：秦如容，曾祖启东，祖再道，父献忠。五梅，诗三房，庚子年九月二十二日生，黄安籍麻城县人，丁卯乡试八名，会五十五名，三甲二百十一名，刑部观政，丁丑授中书。